# 中国世界贸易组织研究会
中國世界贸易組織研究會（China Society for World Trade Organization Studies），简称“世贸会”，是中华人民共和国商务部直属管理的从事世贸组织及国际经济贸易研究的全国性社团组织。